# Битка код Гетисбурга
Битка код Гетисбурга је била једна од највећих, најзначајнијих и најкрвавијих битака Америчког грађанског рата. Одвијала се од 1. јула до 3. јула 1863. у околини града Гетизбурга између снага Југа под командом генерала Роберта Лија (енгл. Robert Edward Lee) и снага Сјевера под командом генерала Џорџа Гордона Мида (енгл. George Gordon Meade). Укупни губици обје стране износе око 50.000 војника погинулих, рањених, несталих и заробљених и највећи су од свих битака грађанског рата.
Битка се завршила неуспјехом снага Југа под командом генерала Лија, и сматра се прекретницом рата. Врхунац битке је био напад 12.500 војника Југа на добро утврђене положаје Сјевера, познат под именом Пикетов јуриш.

## Позадина
Послије успјеха у бици код Чанселорсвила у мају 1863, Ли је повео војску кроз долину Шенандоа (енгл. Shenandoah Valley) у свом другом нападу на Сјевер. Надао се да ће дубоким продором и угрожавањем Вашингтона успјети да убиједи политичаре Сјевера да потпишу мир са Југом.
На другој страни, под притиском предсједника Абрахама Линколна, генерал Џозеф Хукер је покренуо своју војску у гоњење Лија, али је замијењен са генералом Мидом три дана пред битку. Војске су се сусреле код мјеста Гетизбург.

## Битка
Сукоб двију војски је почео 1. јула код Гетисбурга. Први сукоб снага Југа са распршеним снагама Сјевера је довео до повлачења јединица Сјевера на брдовити терен јужно од града.
Другог дана битке, већи дио обје војске се прикупио. Одбрамбена линија Сјевера је положена у облику потковице, а Ли је почео напад на лијеви бок противника. Развила се тешка борба око локација Литл Раунд Топ (енгл. Little Round Top), Витфилд (енгл. Wheatfield), Девилс Ден (енгл. Devil's Den), и Пич Орчард (енгл. Peach Orchard). На десном крилу снага Сјевера, борбе су се водиле на локацијама Калпс Хил (енгл. Culp's Hill) и Семетери Хил (енгл. Cemetery Hill). На цијелој линији фронта, упркос великим губицима, снаге Сјевера су одржале своје линије.
Трећег дана битке борбе су се наставиле на локацији Калпс Хил, а коњичке битке и на истоку и југу позиција. Међутим, врхунац дана и читаве битке је био јуриш 12.500 војника Југа на центар позиција Сјевера на локацији Семетери Риџ (енгл. Cemetery Ridge). Овај јуриш, познат као Пикетов јуриш (енгл. Pickett's Charge) је одбијен директном пјешадијском и артиљеријском ватром снага Сјевера.
- Први дан битке.
- Други дан битке.
- Трећи дан битке.

## Посљедице
Послије овог неуспјеха и тешких губитака, Ли је повео своју војску на југ у Вирџинију. Тиме је дефинитивно пропао посљедњи покушај Југа да рат заврши директним угрожавањем Вашингтона. Због тога се ова битка сматра прекретницом рата. У новембру 1863, предсједник Линколн је отворио Национално гробље у Гетисбургу (енгл. Gettysburg National Cemetery) и одржао је свој чувени Гетисбуршки говор (енгл. Gettysburg Address).

## Жртве
- Сјевер: 23.055 (3.155 мртвих, 14.531 рањених, 5.369 заробљено или нестало).
- Југ: 23.231 (4.708 мртвих, 12.693 рањених, 5.830 заробљено или нестало).[2]